# The Crimson Cross (pel·lícula de 1913)
The Crimson Cross és una pel·lícula muda de l’Éclair American interpretada per Alec B. Francis, Barbara Tennant, Mildred Bright i Muriel Ostriche entre d'altres. La pel·lícula, de tres bobines, es va estrenar el 5 de març de 1913. La trama intenta explicar els misteris del Rosari mostrant les múltiples escenes de la vida de Crist, des de la infància fins a la crucifixió i l'ascensió.

## Argument
El capità d'un vaixell espanyol es presenta a la casa on viu el purità Giles Corey amb la seva dona Martha i la seva filla Priscilla, per vendre mercaderia que porta el seu vaixell. En veure la bellesa de Priscilla torna més tard més mostrar-li una caixa plena de joies. La noia, que està sola a casa, troba entre les joies hi ha un rosari i demana per a què serveix. El capità és a punt d'explicar-ho, quan veïns, armats, irrompen a l'habitació i el detenen perquè creuen que ha intentat seduir la noia. Priscilla intenta en va alliberar-lo, però només aconsegueix acabar a la presó. Allà tancats el capità li mostra el rosari i per explicar-li com representa la vida de Crist. La imatge mostra tota la vida, des de l’anunciació i el naixement fins a la passió i mort en el Calvari. També la seva resurrecció i l’ascensió de la Verge Maria.
L’acció retorna a la presó. Els puritans, creient que el capità ha embruixat la noia, el lliguen a una estaca i el volen cremar. En aquell moment algú crida que s’acosten els indis i tothom es disposa per a la lluita. El capità demana a Giles el deslligui per poder lluitar amb ells.
Quan més tard retornen, troben a faltar el capità i un d’ells assegura que ha fugit com un covard. Priscilla el defensa i el pare la treu fora de casa. Ella, rosari en mà, busca el capità entre els morts a la batalla fins que el troba moribund. Li dona el rosari i ell mor en pau. Priscilla torna a casa i per la finestra la seva mare li diu que Giles el seu pare, que està llegint la Bíblia, no la perdona. La noia es presenta davant del pare però aquest és a punt de denunciar-la quan la mare obre la Bíblia i assenyala un passatge que diu "Perquè si perdoneu als altres les seves faltes, el vostre Pare celestial també us perdonarà a vosaltres. Però si no perdoneu els les perdoneu, el vostre Pare tampoc us perdonarà les vostres". Giles el llegeix i girant-se cap a Marta li dona la raó. Estén els braços i abraça la seva filla.

## Repartiment
- Barbara Tennant (verge Maria)
- Julia Stuart (Martha Corey)
- Mildred Bright (Priscilla Corey)
- Alec B. Francis
- Helen Marten
- Muriel Ostriche
- Will E. Sheerer
- Guy Hedlund
- Clara Horton
- Jack W. Johnston
- Frederick Truesdell
- Gladys Briggs
- Willie Cottrell
- J. Gunnis Davis
- Helen Drew
- Evelyn Fowler
- Isabel Gonzales
- Alice Knowland
- Laurie Mackin
- Grace Moreland
- Charles Morgan
- Mary Sennison
- Mildred Tiernan
- Lou Wood